# Не шутите с Зоханом
«Не шути́те с Зо́ханом» (англ. You Don't Mess with the Zohan) — американская кинокомедия об израильском спецназовце Зохане Двире (ивр. זוהן דביר‎), инсценировавшем собственную смерть и уехавшем в Нью-Йорк, чтобы стать парикмахером. Фильм высмеивает межнациональный конфликт арабов и евреев.
Сценарий написан Адамом Сэндлером, Робертом Шмигелем и Джаддом Апатоу. Режиссёр — Деннис Дуган. Фильм снят кинокомпанией Сэндлера «Happy Madison», распространяется «Columbia Pictures». Мировая премьера состоялась 6 июня 2008 года. В эпизодической роли в фильме появляется певица и актриса Мэрайя Кэри.

## Сюжет
Зохан Двир, израильский спецназовец, отдыхает на пляже, бросая мяч, перетягивая канат и радуя при этом женщин на пляже. Когда он готовит рыбу, его вызывают и приказывают ликвидировать арабского террориста Фантома, которого ранее обменяли на двух израильских шпионов. Зохан понимает, что после того, как он поймает Фантома, его снова обменяют, поэтому Зохан инсценирует собственную смерть и безбилетником улетает в Нью-Йорк, чтобы стать парикмахером. Чтобы не раскрыть свою инсценировку смерти и просто чтобы люди не узнавали в нём героя Израиля, он сам себе делает стрижку, основываясь на картинках из альбома причесок Пола Митчела, придумывает себе новое имя — Скрэппи Коко, и биографию — якобы он родился не в Израиле, а в Австралии, а узнаваемый ближневосточный акцент — от родителей, которые сами из Тибета. После того как ему отказали в приеме на работу в салон Пола Митчела, он выходит на улицу и видит аварию. После спасения юноши Майкла от неминуемого судебного разбирательства из-за отсутствующей страховки, он поселяется в квартире вместе с ним и его мамой Гейл. С последней он начинает регулярно заниматься сексом в знак благодарности за приют, приводя в огромное смущение Майкла. Отправившись вместе с Майклом в ночной клуб, чтобы научить его соблазнять девушек, Зохан знакомится с Ури — евреем, работающим в магазине электроники. Тот сразу узнал героя Израиля, на что Зохан попросил сохранить инкогнито и поведал о мечте. После безуспешных попыток устроиться в разные парикмахерские, Зохан возвращается в еврейский квартал, где встречается с Ури и просит его устроить на время в их магазин, на что Ури говорит, что магазин электроники — убийца мечты и предлагает устроиться в салон красоты «Рафаелло» на противоположной, палестинской стороне улицы. Преодолев ненависть к вражескому народу, Зохан идет туда. Хозяйка парикмахерской, палестинка Далия предлагает ему позицию уборщика и через несколько дней ему посчастливилось встать на место уволившейся сотрудницы. Клиенты парикмахерской, в основном пожилые дамы вскоре оценивают не только его парикмахерское мастерство, но и умение ухаживать и делать комплименты, что доводило клиенток до сексуального возбуждения и часто стрижка заканчивалась сексом в подсобке. Благодаря притоку клиентов удается поправить дела и расплатиться с долгами по аренде. Он влюбляется в хозяйку салона Далию. Затем таксист-палестинец Салим узнает в Скрэппи Коко спецназовца Зохана и сообщает новость о выжившем враге Фантому, тот немедленно направляется в Нью-Йорк.
Салим с друзьями пытаются сами напасть на Зохана, для чего они используют самодельную «бомбу», начиненную мазью «Neosporin», которую им продал старый аптекарь, перепутав с «нитроглицерином» (из за сильного арабского акцента у Салима), и швыряют свертком с «бомбой» по витрине парикмахерской. Зохан понимает что его раскрыли и признается друзьям в своем настоящем происхождении и бывшей профессии. Далия, узнав правду, говорит что они не могут быть вместе, но не поясняет почему. 
Тем временем местная строительная компания Уолбриджа, решила снести арабо-еврейский квартал и построить на его месте огромный отель с парком развлечений. Сначала они выкупили все здания и постоянно повышали аренду, но еврейские и арабские бизнесмены, для которых торг заложен в генах, упорно не соглашались на новую цену. Потом они стали привлекать расистов для провокаций, свидетелем одной из которых стал Зохан, вызвавшийся сходить на дежурство добровольным дружинником. Наконец мистер Уолбридж организовывает турнир по игре, похожей на футбол («футбэг»), горячо любимой и евреями, и палестинцами, а в то же время привлекает расистов к погрому и провокации. План срывается, так как приезжают евреи, которые узнали, что расисты громят их магазины. Тут приезжает Фантом, он оказывается братом Далии, он мирится с Зоханом и они вместе бьют расистов, правда во время использования древнейшего оружия «Крик» они разрушают всю округу. Но всё заканчивается хорошо. На месте квартала построен торговый центр, который теперь принадлежит бывшим жителям квартала, в нём процветает восстановленный салон красоты, нации живут в мире.

## В ролях
| Актёр             | Роль                                         |
| ----------------- | -------------------------------------------- |
| Адам Сэндлер      | контртеррорист Зохан Двир/«Скрэппи Коко»     |
| Джон Туртурро     | террорист Фатуш Хакбара/Фантом               |
| Эммануэль Шрики   | владелица салона Рафаэло Далия Хакбара       |
| Ник Свардсон      | Майкл                                        |
| Лэйни Казан       | мать Майкла Гейл                             |
| Идо Муссари       | владелец распродажи электроники Ури          |
| Роб Шнайдер       | хозяин козы, таксист Салим                   |
| Дауд Хайдами      | Наси/«Диего Марадона»                        |
| Саид Бадрия       | Хамди                                        |
| Ахмед Ахмед       | владелец магазина, потушенного хумусом Валид |
| Шелли Берман      | отец Зохана                                  |
| Крис Рок          | таксист                                      |
| Дэйв Мэтьюс       | лидер банды расистов Джеймс Т. О’Сканлон     |
| Майкл Баффер      | корпоративный магнат Грант Волбридж          |
| Джон Пол Деджориа | Пол Митчелл                                  |
| Мэрайя Кэри       | в роли самой себя                            |
| Джон Макинрой     | в роли самого себя                           |
| Джордж Такеи      | в роли самого себя                           |
| Брюс Виленч       | в роли самого себя                           |
| Донна Фельдман    | Михал                                        |
| Кевин Нилон       | Кевин                                        |

## Саундтрек фильма
1. Ma Sheba Ba — Hadag Nahash (4:07)
2. (Keep Feeling) Fascination — The Human League (3:43)
3. Hine Ani Ba — Hadag Nahash (4:01)
4. Hallo Hallo — Ace of Base (2:51)
5. NYC Beat — Armand Van Helden (3:00)
6. Wa-Do-Dem — Eek-A-Mouse (3:55)
7. I Wanna Sex You Up — Color Me Badd (4:00)
8. Look on the Floor / Hypnotic Tango — Bananarama (7:36)
9. Excellent — Mobbing (6:46)
10. It Takes Two — Rob Base and DJ E-Z Rock (5:01)
11. Connected — Stereo MC’s (3:59)
12. All Night Long — Mary Jane Girls (5:46)
13. The Hampsterdance Song — Hampton the Hampster (3:33)
14. 9/4 the Ladies — Balkan Beat Box (4:06)
15. Beautiful Life — Ace of Base (3:39)
16. Strip — Adam Ant (3:58)
17. California — Hadag Nahash (3:33)
18. I Can’t Wait — Nu Shooz (5:26)
19. Pump Up the Jam — Technotronic (3:37)
20. Hillbilly Band — Marshall Tucker Band (2:32)
21. Catch Me (I’m Falling) — Pretty Poison (4:25)
22. Fantasy — Mariah Carey (4:03)
23. Gonna Fly Now — Carol Connors, Bill Conti and Ayn Robbins (3:18)
24. Artillery — Infected Mushroom (4:28)
25. The Star Spangled Banner — Mariah Carey and the Boston Pops (4:35)
26. Ain’t No Stoppin' Us Now — McFadden & Whitehead (3:39)
27. I’ll Be Lovin' You Long Time — Mariah Carey (3:03)
28. Feels Good — David Morales & Angela Hunte (8:17)
29. Lo Mevater — Hadag Nahash (4:51)
30. I Already Don’t Remember — Singapore (4:21)
31. Somebody’s Watching Me — Rockwell featuring Michael Jackson (3:58)
32. Get Carter (Main Title) Get Dancing Remix — Bombay Dub Orchestra 8:56)
33. Jimmy Jimmy Aaja Aaja (Disco Dancer Remix) — Bappi Lahiri (3:04)
34. Hakol Ze Letova (Amir Afergan Remix) — Dana International (3:43)
35. Dynamic Force — Delirious (7:44)

## Издания фильма в России
Русское издание фильма «Не шутите с Зоханом» выпущено в 2008 году на DVD и в 2009 году на Blu-ray.

### DVD
- Концерн «Видеосервис», октябрь 2008 года.
- Звук в формате Dolby 5.1.
- Дополнительных материалов нет

### Blu-Ray
- Columbia Picturies, март 2009 года
- Звук в формате Dolby TrueHD 5.1 (английский), Dolby Digital 5.1 (русский)
- Дополнительные материалы: Unrated-версия фильма (включая удалённые эпизоды), интервью с Деннисом Дуганом и Адамом Сэндлером, фильмы о съёмках, удалённые сцены и прочее.